# Chợ Tân Bình

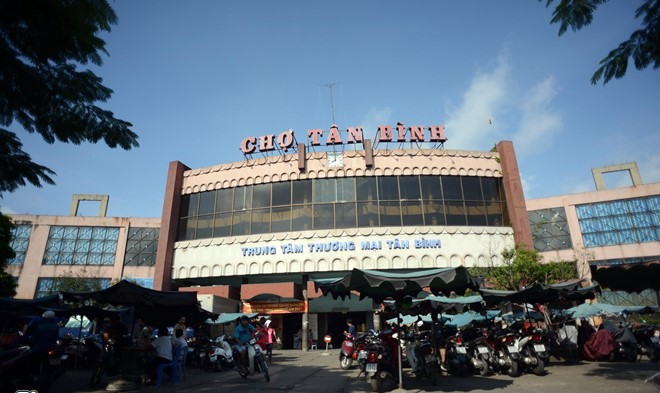
Cửa chính chợ Tân Bình hướng ra đường Lý Thường Kiệt

Chợ Tân Bình thuộc địa phận phường 8, quận Tân Bình, Thành phố Hồ Chí Minh. Chợ có tổng cộng 9 cửa, trong đó có 4 cửa lớn và 5 cửa nhỏ. Cửa chính của chợ nằm trên đường Lý Thường Kiệt, với diện tích tổng cộng 22.800 m² và được chia thành 4 khu vực với hơn 3.000 hộ kinh doanh. Mặt hàng chủ yếu tại chợ là quần áo may sẵn và trang phục cưới hỏi.

## Lịch sử hình thành & phát triển
Chợ Tân Bình có một lịch sử hình thành và phát triển dài và đa dạng. Nó bắt đầu như một chợ nhỏ trên giữa bốn trục đường Lý Thường Kiệt, Lê Minh Xuân, Tân Tiến và Phú Hoà vào những năm 1960. Trước đây, đây là nơi tập trung hai khu chợ trời tại sân bay quốc tế Tân Sơn Nhất và Ngã tư Bảy Hiền vào những năm 1977. Ban đầu, chợ này có tên là chợ Nguyễn Văn Thoại, theo tên đường Nguyễn Văn Thoại sau đổi thành đường Lý Thường Kiệt
Sau năm 1975, Chợ Tân Bình đã được nâng cấp và mở rộng để đáp ứng nhu cầu buôn bán và giao lưu của người dân địa phương. Giai đoạn từ năm 1982 đến năm 1985, chợ được xây dựng kiên cố, trở thành một trong những trung tâm thương mại lớn của thành phố. Vào năm 1991, chợ Tân Bình chính thức được giao cho ủy ban nhân dân quận Tân Bình quản lý trực tiếp.
Từ đó đến nay, Chợ Tân Bình đã trở thành một trong những điểm đến mua sắm, ẩm thực và giải trí phổ biến nhất tại Thành phố Hồ Chí Minh. Nó là nơi tập trung nhiều mặt hàng như quần áo, giày dép, thực phẩm, đồ gia dụng, điện thoại di động, phụ kiện, mỹ phẩm và nhiều loại hình dịch vụ khác.

## Thời gian hoạt động
Chợ Tân Bình hoạt động từ 6 giờ sáng đến 6 giờ chiều hàng ngày. Tại đây, người bán có thể kinh doanh các mặt hàng đa dạng như vàng bạc, đá quý, kim khí, điện máy, lương thực, thực phẩm tươi sống và nhiều loại hàng hóa khác.
Tuy nhiên, chủ yếu ở đây là quần áo may sẵn, quần áo cưới và các phụ kiện phục vụ cưới hỏi, cùng với vải ký. Đặc biệt, Chợ Tân Bình được biết đến là nơi kinh doanh đồ cưới giá rẻ nhất trên địa bàn Thành phố Hồ Chí Minh.